# Nuritdin Akramowitsch Muchitdinow
Nuritdin Akramowitsch Muchitdinow (russisch Нуритдин Акрамович Мухитдинов; usbekisch Nuriddin Akramovich Muhitdinov; * 6.jul. / 19. November 1917greg. in Taschkent; † 27. August 2008 ebenda) war als Ministerpräsident der Usbekischen SSR und Mitglied des Politbüros der KPdSU ein usbekischer und sowjetischer Politiker.

## Leben

### Aufstieg
Muchitdinow stammte aus einer armen Bauernfamilie. Er absolvierte ein Genossenschaftstechnikum und arbeitete in einer Konsumgenossenschaft, besuchte ein Handels- und Wirtschaftsinstitut und nahm an pädagogischen Kursen teil. Von 1940 bis 1945 diente er in der Roten Armee. Er trat 1942 der Kommunistischen Partei (KPdSU) bei.
Nach dem Zweiten Weltkrieg arbeitete er sich in der usbekischen Parteiorganisation hoch. 1950 wurde er Erster Sekretär des Gebietskomitees von Taschkent. Von 1951 bis 1955 war er Vorsitzender des Ministerrats (Ministerpräsident) der Usbekischen SSR. Schließlich war er von 1955 bis 1957 Erster Sekretär der usbekischen Parteiorganisation (Parteichef).
Zudem war er von 1952 bis 1966 Mitglied im Zentralkomitee der KPdSU.

### Im Zentrum der Macht
Von 1956 bis 1957 war er Kandidat des Politbüros der KPdSU. 1957 stieg er auf in das höchste politische Gremium der UdSSR, er wurde zusammen mit Leonid Breschnew, Jekaterina Furzewa und Georgi Schukow Vollmitglied im Politbüro der Kommunistischen Partei der Sowjetunion (KPdSU) (damalige Bezeichnung: Präsidium) und zwar in der Zeit vom 19. Dezember 1957 bis zum 31. Oktober 1961. Zugleich war auch von 1957 bis 1961 Sekretär des Zentralkomitees der Partei. Diesen Aufstieg verdankte er – wie die Anderen – seiner Verbundenheit zu Parteichef Nikita Chruschtschow, der damit nach der Ablösung der Altstalinisten seine Position in der Partei erheblich stärkte. Muchitdinow war damit der erste Usbeke, der diese hohe Rangstufe in der UdSSR erreichte. Er repräsentierte die bedeutende zentralasiatische Minderheit im Präsidium der Partei.

### Abstieg
So schnell wie sein Stern aufgegangen war, so schnell erlosch er auch wieder. Die Vertrauten um Chruschtschow – Alexei Kiritschenko, Nikolai Beljajew, Nikolai Ignatow, Jekaterina Furzewa, Awerki Aristow, Pjotr Pospelow, Demjan Korottschenko – verloren seit 1960 mit ihm ihre hohen Positionen im Präsidium oder Sekretariat. Nach dem XXII. Parteitag von 1961 wurde Muchitdinow unerwartet nicht wieder in das Präsidium gewählt und mit dem unbedeutsamen Posten des Stellvertretenden Vorsitzenden des Zentralverbandes der Konsumgenossenschaften abgefunden. Er verblieb jedoch im Zentralkomitee (ZK).
Von 1968 bis 1977 war er sowjetischer Botschafter in Syrien. Später bekleidete er das Amt des stellvertretenden Vorsitzenden der Industrie- und Handelskammer der UdSSR (bis 1987). 
Muchitdinow verstarb im August 2008 nach langer Krankheit.